# 克洛德·洛兰
克洛德·洛林 （法語：Claude Lorrain，發音：[klod lɔʁɛ̃]；约1600年—1682年11月21日；也译作劳兰、劳伦或罗兰恩），原名克洛德·热莱（法語：Claude Gellée），是法国巴洛克时期的风景画家，但主要活动是在意大利。

## 生平
洛林出生于法国洛林地区孚日省的沙马涅镇，真名为克洛德·热莱，由于他是洛林人，所以以洛林作为名字而出名。他的家境贫寒，兄弟姊妹共5人。他12岁时成为孤儿，只得到德国的弗莱堡依作为木雕艺人的长兄生活，后来他到过罗马，从1619年至1621年在那不勒斯做画家高弗里德·瓦尔斯的学徒，1625年4月回到罗马，做画家奥古斯丁·塔西的学徒，他在游学过程中可能经历过几次事故，后来回到洛林，作为洛林公爵、画家卡尔德尔旺的助手，一年后又到南锡为教堂绘制天顶画。

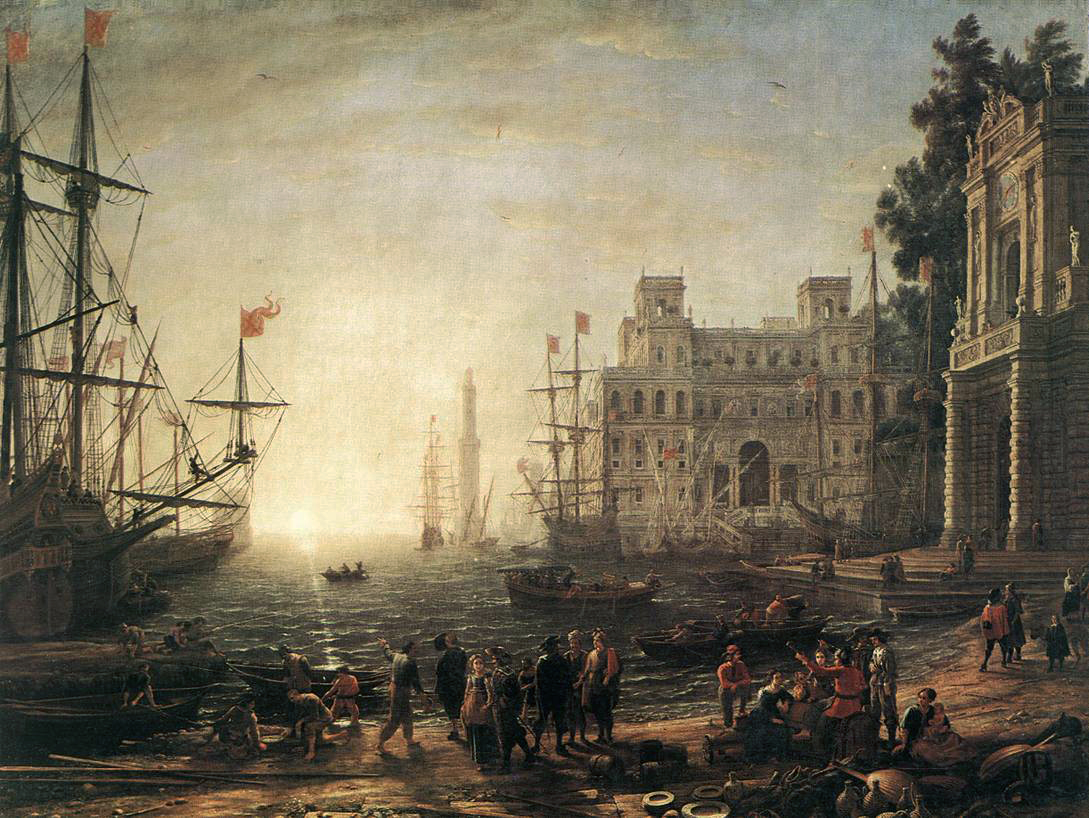
《海港》(1637年)

1627年，他回到罗马，为本蒂沃里奥主教绘制了两幅风景画，受到教皇乌尔班八世的赞赏并成为他的保护人，大约从1637年开始，他已经成为知名的风景画家，他和普桑成为好朋友，两人经常一起去罗马郊外写生，虽然两人都是风景画家，但风格不同，普桑将风景作为画中人物的背景，但劳兰则将人物放到次要的地位，主要描画风景，有时他经常邀请其他画家为他的风景画添画人物，他向客户指明他卖的是风景画，其中人物是免费赠与的。
为了防止作品的重复，也防止有人假冒他的作品，他每卖出一幅画就将其中主要构图和主题用淡彩画在一个纸本上，共保存了6本，他称之为“真本”（Liber Veritatis），这些小图后来被木刻印刷出版，成为学习风景画学生的重要参考资料。
劳兰一直受到痛风病的干扰，于1682年的11月21日（一说是23日）在罗马逝世，安葬于圣三位一体山顶。他身后留下可观的财富，只有两位继承人，一位是他的侄子，还有一位是他收养的女儿（可能也是他的侄女）。

## 影响

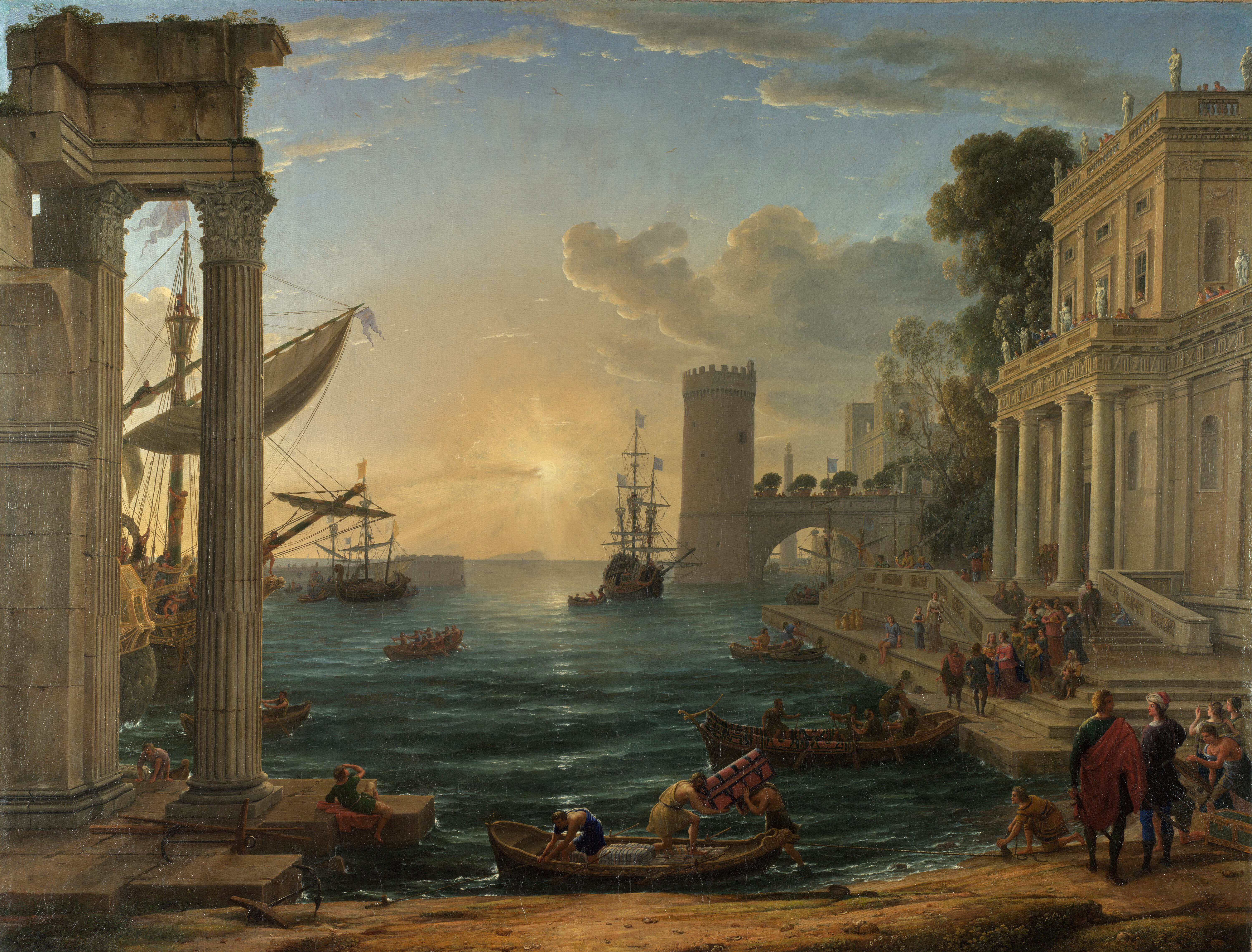
《示巴女王登陆》

直到17世纪中叶以前，在罗马，风景始终没有成为绘画的主题，只是作为中心人物的陪衬，虽然一些画家在自己的小型习作中也描画过风景，例如达·芬奇（页面存档备份，存于）和北欧的一些画家，但从没有作为大型作品的主题。大型画作都是以宗教或神话题材为主，对于风景和静物的题材，在宗教氛围强烈的罗马，被认为不够严肃，是违反传统的。
洛林在当时的画家中是对风景最感兴趣的，他画了许多速写和草稿，但在当时的气氛中他画的风景大部分也要点缀些人物，或城堡、建筑等，即使海景也要在港湾中，同时他也画了大量的肖像、古代英雄、圣人、神话等。可能是应顾主的要求。但他无疑是当时最优秀的风景画家。
根据他同时代人的记述，洛林是一位非常勤奋的画家，具有敏锐的观察力，对待他的学生也非常友善，但他直到去世始终是一个文盲。